# 高田西
高田西（たかたにし）は、神奈川県横浜市港北区の町名。現行行政地名は高田西一丁目から高田西五丁目。住居表示実施済区域。

## 地理
港北区の北西部に位置し、北に高田町、東に高田東、川を挟んで南に新吉田町、西に都筑区東山田町と接している。
用途地域は日吉元石川線と早渕川に挟まれた区域が準工業地域に指定されており、その他は第一種低層住居専用地域、第一種住居地域、準住居地域に指定されている。

### 河川
- 早渕川

### 面積
面積は以下の通りである。
| 丁目         | 面積（km²） |
| ------------ | ----------- |
| 高田西一丁目 | 0.145       |
| 高田西二丁目 | 0.097       |
| 高田西三丁目 | 0.110       |
| 高田西四丁目 | 0.204       |
| 高田西五丁目 | 0.146       |
| 計           | 0.702       |

### 地価
住宅地の地価は、2025年（令和7年）1月1日の公示地価によると、高田西五丁目14-21の地点で26万2000円/m²となっている。

## 歴史

### 沿革
- 1999年（平成11年）10月19日 - 住居表示の実施に伴い、高田町の一部から、高田町の一部から高田西一丁目、高田西二丁目、高田西三丁目、高田西四丁目、高田西五丁目が新設される[8]。

### 町名の変遷
| 実施後       | 実施年月日                 | 実施前（各町名ともその一部） |
| ------------ | -------------------------- | ---------------------------- |
| 高田西一丁目 | 1999年（平成11年）10月19日 | 高田町（一部）               |
| 高田西二丁目 | 1999年（平成11年）10月19日 | 高田町（一部）               |
| 高田西三丁目 | 1999年（平成11年）10月19日 | 高田町（一部）               |
| 高田西四丁目 | 1999年（平成11年）10月19日 | 高田町（一部）               |
| 高田西五丁目 | 1999年（平成11年）10月19日 | 高田町（一部）               |

### 主な出来事
- 2025年（令和7年）7月10日 - 高田西一丁目の高田駅入口交差点付近で、集中豪雨に伴い下水道に急激に流入した雨水によりマンホール蓋、道路アスファルト舗装が飛散する事故が発生。2人が軽傷を負った[9]。

## 世帯数と人口
2025年（令和7年）6月30日現在（横浜市発表）の世帯数と人口は以下の通りである。
| 丁目         | 世帯数    | 人口    |
| ------------ | --------- | ------- |
| 高田西一丁目 | 1,118世帯 | 2,392人 |
| 高田西二丁目 | 821世帯   | 1,559人 |
| 高田西三丁目 | 768世帯   | 1,608人 |
| 高田西四丁目 | 1,004世帯 | 2,168人 |
| 高田西五丁目 | 802世帯   | 1,733人 |
| 計           | 4,513世帯 | 9,460人 |

### 人口の変遷
国勢調査による人口の推移。
| 年                 | 人口  |
| ------------------ | ----- |
| 2000年（平成12年） | 8,636 |
| 2005年（平成17年） | 8,436 |
| 2010年（平成22年） | 8,586 |
| 2015年（平成27年） | 9,070 |
| 2020年（令和2年）  | 9,397 |

### 世帯数の変遷
国勢調査による世帯数の推移。
| 年                 | 世帯数 |
| ------------------ | ------ |
| 2000年（平成12年） | 3,258  |
| 2005年（平成17年） | 3,261  |
| 2010年（平成22年） | 3,494  |
| 2015年（平成27年） | 3,828  |
| 2020年（令和2年）  | 4,130  |

## 学区
市立小・中学校に通う場合、学区は以下の通りとなる（2024年11月時点）。
| 丁目         | 番・番地等 | 小学校             | 中学校             |
| ------------ | ---------- | ------------------ | ------------------ |
| 高田西一丁目 | 全域       | 横浜市立高田小学校 | 横浜市立高田中学校 |
| 高田西二丁目 | 全域       | 横浜市立高田小学校 | 横浜市立高田中学校 |
| 高田西三丁目 | 全域       | 横浜市立高田小学校 | 横浜市立高田中学校 |
| 高田西四丁目 | 全域       | 横浜市立高田小学校 | 横浜市立高田中学校 |
| 高田西五丁目 | 全域       | 横浜市立高田小学校 | 横浜市立高田中学校 |

## 交通
- 神奈川県道102号荏田綱島線

## 事業所
2021年（令和3年）現在の経済センサス調査による事業所数と従業員数は以下の通りである。
| 丁目         | 事業所数  | 従業員数 |
| ------------ | --------- | -------- |
| 高田西一丁目 | 68事業所  | 721人    |
| 高田西二丁目 | 60事業所  | 430人    |
| 高田西三丁目 | 49事業所  | 357人    |
| 高田西四丁目 | 34事業所  | 153人    |
| 高田西五丁目 | 13事業所  | 66人     |
| 計           | 224事業所 | 1,727人  |

### 事業者数の変遷
経済センサスによる事業所数の推移。
| 年                 | 事業者数 |
| ------------------ | -------- |
| 2016年（平成28年） | 249      |
| 2021年（令和3年）  | 224      |

### 従業員数の変遷
経済センサスによる従業員数の推移。
| 年                 | 従業員数 |
| ------------------ | -------- |
| 2016年（平成28年） | 1,827    |
| 2021年（令和3年）  | 1,727    |

## 施設
- 島忠 ホームズ港北高田店[18]
- Fit Care DEPOT 高田西店[19]
- クリエイトSD 港北高田店[20]
- ドラッグストアスマイル 港北高田店[21]
- 三徳 高田店[22]
- Audi 横浜港北[23]
- ドミノ・ピザ 港北高田店
- 高田中央病院[24]
- マザーズ高田産医院[25]
- 港北消防署高田消防出張所[26]
- 横浜市高田地域ケアプラザ[27]
- 高田天満宮
- トーエル本社

## その他

### 日本郵便
- 郵便番号 : 223-0066[3]（集配局：綱島郵便局[28]）

### 警察
町内の警察の管轄区域は以下の通りである。
| 丁目         | 番・番地等 | 警察署     | 交番・駐在所 |
| ------------ | ---------- | ---------- | ------------ |
| 高田西一丁目 | 全域       | 港北警察署 | 高田交番     |
| 高田西二丁目 | 全域       | 港北警察署 | 高田交番     |
| 高田西三丁目 | 全域       | 港北警察署 | 高田交番     |
| 高田西四丁目 | 全域       | 港北警察署 | 高田交番     |
| 高田西五丁目 | 全域       | 港北警察署 | 高田交番     |